# Ва (футболіст)
Владіміру Етсон Антоніу Феліш (порт. Vladimiro Etson António Félix), більш відомий як Ва (порт. Vá, нар. 24 серпня 1998) — ангольський футболіст, нападник кіпрського клубу «Аполлон» та національної збірної Анголи.

## Клубна кар'єра
У дорослому футболі дебютував 2016 року виступами на батьківщині за команду «Прогрешшу ду Самбізанга», в якій провів два сезони, взявши участь у 21 матчі чемпіонату.
На початку 2018 року підправився у клуб другого португальського дивізіону «Лейшойнш», але зіграв за клуб з Матозіньюша лише 3 гри у чемпіонаті і того ж року повернувся в «Петру Атлетіку», провівши там сезон 2018/19.
2019 року уклав контракт з кіпрським клубом «Пафос», у складі якого провів наступні три роки своєї кар'єри гравця, після чого став гравцем іншого місцевого клубу «Аполлон», з яким вже у серпні виграв свій перший трофей — Суперкубка Кіпру. Станом на 6 вересня 2022 року відіграв за клуб з Лімасола 1 матч в національному чемпіонаті.

## Виступи за збірну
2016 року дебютував в офіційних матчах у складі національної збірної Анголи.

## Титули і досягнення
- Володар Суперкубка Кіпру (1):

«Аполлон»: 2022